# Médaille du Centenaire (Empire allemand)
Pour les articles homonymes, voir Médaille du Centenaire.
La Médaille du Centenaire est créé le 22 mars 1897 par l'empereur Guillaume II à l'occasion du 100e anniversaire de la naissance de son grand-père l'empereur Guillaume Ier. Sa véritable dénomination est "Médaille à la mémoire de l'auguste empereur et roi Guillaume Ier le Grand, Majesté".
Dans le langage populaire, cette distinction est également appelée Ordre du citron en raison de la couleur du ruban.
Il est décerné aux employés de l'État et de l'université prussiens ainsi qu'à tous les officiers, officiers militaires, sous-officiers et hommes de troupe qui appartiennent à l'armée et à la marine actives ainsi qu'aux troupes de protection ; de même qu'aux anciens combattants encore en vie des guerres de 1848/1849, 1864, 1866 et 1870/71 .

## Aspect
La médaille ronde de 40 mm, fabriquée à partir de bronze des canons capturés, montre le portrait de l'empereur Guillaume tourné vers la droite, dans un manteau de fourrure ouvert et avec un casque. À gauche de celui-ci, cinq lignes en lettres de tailles différentes WILHELM / DER / GROSSE / DEUTSCHER / KAISER ; à droite du portrait en trois lignes KOENIG / VON / PREUSSEN.
Au revers de la médaille se trouve une inscription en six lignes dans différentes tailles de police ZUM ANDENKEN / AN DEN / HUNDERTSTEN GEBURTSTAG / DES GROSSEN KAISERS / WILHELM I. / 1797 – 22. Au-dessous, la couronne impériale avec l'épée et l'orbe impériales ainsi que le sceptre impérial, reposant sur un coussin, entrelacé d'une branche de laurier et de chêne.

## Port
La distinction est portée sur un ruban jaune citron de 37 millimètres de large sur la poitrine gauche.

## Divers
La Monnaie des médailles de Berlin L. Ostermann (anciennement G. Loos) frappe la médaille. Le dessin est réalisé par Walter Schott. Il existe différentes répliques non officielles dont le dessin diffère plus ou moins, dont certaines de 30 à 33 millimètres de diamètre seulement, cette réduction est notamment destinée à la boucle de l'ordre.